# Assat
Assat település Franciaországban, Pyrénées-Atlantiques megyében. Lakosainak száma 2055 fő (2022. január 1.). Assat Baliros, Bordes, Lée, Meillon, Narcastet és Ousse községekkel határos.

## Népesség
A település népességének változása:
| Lakosok száma | 1736 | 1799 | 1797 | 1849 | 1828 | 1850 | 1942 | 2025 | 2042 | 2055 |
|               | 2010 | 2013 | 2015 | 2016 | 2017 | 2018 | 2019 | 2020 | 2021 | 2022 |